# 修成城
修 成城（シュウ・チオンチオン、1999年8月23日 - ）は、中国の男子バレーボール選手である。

## 来歴
山東省出身。
2017年、ユース中国代表に選出され、U19アジア選手権 (en) に出場した。
2019年、中国代表に選出され、ネーションズリーグの登録メンバーに選ばれた。同年、U21中国代表としてU21世界選手権 (en) に出場した。
2023年、V.LEAGUE DIVISION1 MEN（V1男子）に所属するVC長野トライデンツに入団した。1シーズン在籍しシーズン終了後退団。

## 球歴
- 中国代表
- U21中国代表
  - U21世界選手権 - 2019年 (en)
- U19中国代表
  - U19アジア選手権 - 2017年 (en)

## 所属チーム
- 八一男排（2018-2020年）
- 上海金色年華男排 (zh) （2020-2023年）
- VC長野トライデンツ（2023-2024年）